# 産後うつ病
産後うつ病（さんごうつびょう、英語: postpartum depression, PPD）は、妊娠中または産後の人が経験する可能性のある気分障害。産褥期うつ病（さんじょくきうつびょう）とも呼ばれる。分娩後の数週間、人によっては数か月後まで極度の悲しみ、それに伴う心理的障害が継続する。

## 概要
「産後」とは母体が妊娠前の状態にほぼ回復するまでである出産後に2 - 3か月経つまでの時期を指す言葉であり、この時期に発症した症状が2週間以上続いていて、家事や育児に困難をきたしている場合に診断される。正確な原因は不明であり、産後のホルモンバランスの崩れが原因の可能性だけでなく、授乳やおむつ変え、寝かしつけなど慣れない育児の疲れや育児ストレスなどが原因である可能性もある。完全に同一とされることもあるが、育児ノイローゼ（育児うつ）を「産後」以降に発症したモノ、ストレスなど主に体外的要因からのモノという点で区別する見方もある。「産後うつ病」は、10 - 20人に1人の割合で、出産後に女性が発症するものであり、その発生時期は出産後1 - 2週間から数か月以内であり、長くても出産から1年以内には症状が収まる傾向にある。育児ノイローゼや育児鬱の場合は男女両方に起きる可能性があり、子供が産まれてから1年以上経過しても全く改善が見られなかったりするケースや、『イヤイヤ期』を迎えた2歳くらいの子どもの育児で発症してしまうケースがある。女性においては育児ノイローゼは外的要因だけでなく、体内で生理前に起きる女性ホルモン（エストロゲン）低下でセロトニンの減少による自己の精神不安定化という内的要因もある。

## 原因
産後うつ病（PPD）の正確な原因は不明だが、考えられる原因は、身体的、感情的、遺伝的、社会的要因の組み合わせと分析されている。これらの原因には体内のホルモンの変化や睡眠不足などの要因が含まれることがある。
ほとんどの女性は出産後に短期間の心配感や不幸感を経験をするが、これらの気分の変動が重度で2週間以上続く場合は、産後うつ病を疑う必要がある。

## 産後うつ病を招く危険因子
産後うつ病の危険因子として、周囲のサポートの欠如、女性に過去の産後うつ病歴又はうつ病の家系歴がある場合、双極性障害、精神的ストレス、出産合併症、薬物使用障害などを罹患している場合があげられる。産後うつ診断は症状に基づいて行われる。

## 予防・治療法
産後うつ（PPD）になる危険のある人への心理社会的支援をすることは、PPDの保護的な予防法である。心理社会的支援には、食事、家事、マザーケア、仲間づきあいなどの地域サポートがあげられる。PPDの治療には、カウンセリングや投薬が含まれる場合がある。効果的であると判明しているカウンセリングの種類には、対人関係療法（IPT）、認知行動療法（CBT）、英語: 心理力動的心理療法などがあげられる。選択的セロトニン再取り込み阻害薬（SSRI）は暫定的な証拠によりその使用が支持されている。

## 産後精神病
産後うつ病は、出産後の女性の約15%に発症し、影響を与える。より重度の産後気分障害である産後精神病は、出産後の女性1,000人あたり約1〜2人に発生する。産後精神病は、1歳未満の子供の殺人の主な原因の1つであり、米国では出生10万人あたり約8人に発生する。

## 症状・新生児への影響
症状には、極度の悲しみ、疲労、不安、頻繁に泣く、神経過敏、睡眠や食事パターンの変化などがあげられる。発症は通常、出産後1週間から1か月の間に診られる。産後うつ病は新生児にも悪影響を与えることがある。

## 男性の育児ノイローゼ・育児鬱
男性は配偶者のように出産前後で体内のホルモンバランス変化は起きないが、男性の場合は育児のストレスなど外的要因が原因で精神的に不安定な状態になってしまう「育児ノイローゼ」「育児鬱」が起きることがある。具体的には「仕事と育児で板挟み状態」である場合、想像していた父親の姿と自己がズレていると感じている場合、「あるべき父親像」であることを求められるようになったことなどを理由を起こす。初めて乳児や幼児を育てるようになった父親の1%から26%に影響を与えると推定されている。
育児ノイローゼとなった男性は原因として、「親になってから自分の時間が取れなくなった」ことを一位にあげている。子育てしている男性に「子育てでどのようなことに悩んでいるか」と質問したところ、最多の37.6%の男性が「教育費」についての悩み、2位は36%で「褒め方・叱り方」、3位は20.4%の「子どもとのコミュニケーションである。
対策として、男女共に育児ストレスを楽にする「家庭内育休」が推奨されている。